# 徐光前
徐光前（1573年—1613年），字裕伯，号匪莪，山东济南府泰安州新泰县军籍，西周村人，明朝政治人物。

## 生平
萬曆二十八年（1600年）庚子科山东乡试解元，三十五年（1607年）丁未科进士，刑部观政，三十七年正月授交河知县，三十八年调密云县，四十一年卒于官。享年四十一。

## 墓志
《徐光前墓志铭》1974年出土于新泰西周乡西西周村西北，现藏新泰市博物馆。石灰岩材质。长57厘米，宽42厘米，厚15厘米。

## 家族
曾祖徐良质，通判。祖父徐蘭。父徐思。母劉氏，継母宋氏。永感下。弟光孚。子徐之儀。